# Alessandro Cane
Alessandro Cane (Riva del Garda, 4 novembre 1945 – Roma, 23 settembre 2010) è stato un regista e attore italiano.

## Biografia
Come regista fra i tanti lavori per la televisione vanno ricordate le fiction Incantesimo e Carabinieri. All'inizio della sua carriera fu anche attore.

## Filmografia

### Regista
- Una lunga linea bianca – film TV (1970)
- La stretta – film TV (1970)
- Viaggio di andata – film TV (1972)
- Tracce sulla neve – film TV (1975)
- L'assassinio di Federico Garcia Lorca – film TV (1976)
- Un amore di Dostoevskij – miniserie TV (1978)
- Nella vita di Sylvia Plath – film TV (1980)
- Una questione privata – film TV (1982)
- Il giovane dottor Freud – miniserie TV (1982)
- L'ombra della spia – film TV (1988)
- La ragnatela – miniserie TV (1991)
- La ragnatela 2 – miniserie TV (1993)
- Incantesimo – soap opera (1999-2002)
- Carabinieri 7 – serie TV (2008)

### Attore
- Partner, regia di Bernardo Bertolucci (1968)
- I cannibali, regia di Liliana Cavani (1970)
- Quando la preda è l'uomo, regia di Vittorio De Sisti (1972)